# Variovorax soli
Variovorax soli es una bacteria gramnegativa del género Variovorax. Fue descrita en el año 2006. Su etimología hace referencia a suelo. Es aerobia y móvil por flagelo polar. Tiene un tamaño de 0,5-0,7 μm de ancho por 1-1,5 μm de largo. Forma colonias irregulares y de color amarillo pálido en agar R2A tras 2 días de incubación. Temperatura de crecimiento entre 10-35 °C, óptima de 30 °C. Catalasa y oxidasa positivas. Se ha aislado del suelo de un invernadero con lechugas en Corea del Sur. 